# 立島夕子
立島 夕子（たつしま ゆうこ、1974年- ）は、日本の画家、人形作家、パフォーマー。

## 人物
強姦未遂やストーカー被害などを経験しており、1990年制作の人物画『あたしはもう お嫁にはいけません』のように性犯罪に対する反逆を意図した作品を制作したことがある。2000年9月13日に雑誌『EATER』のインタビューで、人物画のほとんどは自画像であると語っている。20歳のときに仲の良かった母が死亡したことや、前述の性暴力が原因で精神障害が悪化しており、境界型人格障害を患っていると診断されたという。
また、原爆をテーマとした作品もあるが、その背景には、子供の頃から周囲に被爆者が多かったことや、広島県出身の小学校の教師が被爆者の写真集を生徒たちに見せたときに怖くなって逃げ出してしまい、その罪悪感で小学校の図書室で原爆について自ら調べたという過去が要因となっているという。

## 略歴
- 1998年 女子美術大学芸術学部絵画学科洋画専攻版画コース卒業
- 1999年 絵画個展「美怪猫生前葬」
- 2000年 絵画個展「爆心地のマリア」
- 2001年 絵画個展「丸蟲女」
- 2002年 絵画個展「ミルラ」
- 2002年 映画『魂のアソコ』（原作：山田花子、監督：ジーコ内山） - ルリコ役（主演）
- 2007年 絵画個展「8秒の原罪」
- 2009年 映画 福居ショウジン監督作品映画「Ｓ−９４」
- 2013年 絵画個展「毒の飴」

他、グループ展、パフォーマンス多数。
ジャズ集団「渋さ知らズ」や舞踏グループ「大豆鼓ファーム」に在籍していたことがある。
人形制作においては、人形作家木村龍に師事。